# El Capolatell
El Capolatell és una mola rodejada completament de cingles que es troba a l'extrem de ponent de la Serra de Busa, al municipi de Navès (Solsonès).
El seu cim, planer i amb una lleu inclinació cap al sud-est, té una alçada compresa entre els 1.180 metres a l'extrem sud-est i assoleix la seva màxima elevació als 1.316,4 metres a l'extrem nord-oest. Té una extensió aproximada d'unes 1,43 hectàrees que estan ocupades completament per un esclarissat bosc d'alzina.
El cim està rodejat completament de cingles de caiguda pràcticament vertical d'un centenar de metres de desnivell excepte en el seu extrem oriental on presenta una estreta gorja mitjançant la qual s'uneix a la Serra de Busa. En aquest punt la cinglera no deu tenir gaire més de deu metres de profunditat. Malgrat això, és prou alta com per a fer necessària una palanca o pont per a accedir a la mola. Fins fa una quinzena d'anys era formada per un parell de troncs units per taulons de fusta horitzontals i no tenia baranes. A causa del seu estat precari, va ser substituïda per una palanca metàl·lica pels veïns de Navès.
La mola està formada per conglomerats montserratins i està clivellada per nombrosos avencs. En destaca un situat a l'extrem sud-occidental anomenat avenc del Capolatell amb una profunditat de 115 metres, cosa que el converteix amb el segon avenc més profund de la comarca, només superat per l'avenc de Montserrat Ubach.
Aquesta morfologia tan particular va comportar que durant la guerra del francès (1808-1814) el Capolatell fos utilitzat com a presó de soldats de l'exèrcit de Napoleó la qual cosa va comportar que encara actualment el Capolatell sigui conegut també amb el nom de la Presó de Busa.
L'edició digital del mapa de l'ICC presenta uns lleugers errors en aquest indret doncs assenyala com a Capolatell un roc o penyal situat sota la cinglera oriental del mateix que assoleix una elevació màxima de 1.263,3 metres. Així mateix, situa la Presó de Busa en el sector comprès entre aquest roc i el cingle de l'extrem oriental del Capolatell. La realitat, però, és que la Presó de Busa va ser ubicada al Capolatell.